# لانگبرو
لانگبرو (به انگلیسی: Longborough) یک روستا و محله مدنی در بریتانیا است که در Cotswold واقع شده‌است. لانگبرو ۴۷۱ نفر جمعیت دارد.